# 福岡県専修学校一覧
福岡県専修学校一覧（ふくおかけんせんしゅうがっこういちらん）は、福岡県の専修学校の一覧。

## 国立専修学校

### 福岡市

#### 西区
- 国立障害者リハビリテーションセンター自立支援局福岡視力障害センター[1]

## 公立専修学校
2024年4月現在なし

## 私立専修学校
2024年（令和6年）4月1日現在

### 北九州市

#### 門司区
- 浅井和裁専門学校

#### 戸畑区
- 北九州市戸畑看護専門学校

#### 小倉北区
- 麻生公務員専門学校北九州校
- 麻生情報ビジネス専門学校北九州校
- 大原医療スポーツ製菓専門学校北九州校
- 大原ビジネス公務員専門学校北九州校
- 北九州小倉看護専門学校
- 北九州市立看護専門学校
- 北九州情報ITクリエイター専門学校
- 北九州調理製菓専門学校
- 北九州予備校小倉駅校
- 九州医療スポーツ専門学校
- 九州ビジネス専門学校
- KCS北九州情報専門学校
- 健和看護学院
- 専修学校河合塾北九州校
- 専門学校九州テクノカレッジ
- 福岡美容専門学校北九州校
- 美萩野保健衛生学院
- 美萩野臨床医学専門学校

#### 小倉南区
- 小倉南看護専門学校
- 小倉リハビリテーション学院
- 専門学校北九州看護大学校
- 専門学校北九州自動車大学校
- 西日本看護専門学校

#### 八幡東区
- 九州CTB理容美容専門学校
- 製鉄記念八幡看護専門学校
- 専門学校西日本昴自動車工科大学校
- 日本ウェルネススポーツ専門学校北九州校
- 八幡医師会看護専門学院

#### 八幡西区
- 北九州予備校黒崎校

### 福岡市

#### 東区
- グローバルクリエイター専門学校
- 専門学校グローバル人材育成カレッジ
- 原看護専門学校
- 福岡外語専門学校
- 福岡看護専門学校
- 福岡建設専門学校
- 福岡和白リハビリテーション学院

#### 博多区
専門学校愛心国際ビジネスカレッジ
- 愛和システムエンジニア専門学校
- 麻生医療福祉&保育専門学校
- 麻生外語観光&ブライダル専門学校
- 麻生建築&デザイン専門学校
- 麻生公務員専門学校福岡校
- 麻生情報ビジネス専門学校
- 麻生美容専門学校
- ASOポップカルチャー専門学校
- 医療ビジネス専門学校
- 大原スポーツ公務員専門学校福岡校
- 大原保育医療福祉専門学校福岡校
- 大原簿記ビジネス専門学校福岡校
- 北九州予備校博多駅校
- 専門学校福岡ホスピタリティ・アカデミー
- 九州電気専門学校
- 公務員ビジネス専門学校
- 国際アニメーション専門学校
- 専修学校代々木ゼミナール福岡校
- 専門学校愛心国際ビジネスカレッジ
- 専門学校麻生工科自動車大学校
- 専門学校麻生リハビリテーション大学校
- 専門学校福岡ビジネス・アカデミー
- 専門学校福岡デザイナー・アカデミー
- 専門学校福岡ビジュアルアーツ・アカデミー
- 専門学校公務員ゼミナール
- 専門学校第一自動車大学校
- 専門学校日本デザイナー学院九州校
- 専門学校福岡ビジョナリーアーツ
- 博多メディカル専門学校
- 東アジア情報専門学校
- 福岡医健・スポーツ専門学校
- 福岡医療秘書福祉専門学校
- 福岡ウェディング＆ブライダル専門学校
- 福岡ECO動物海洋専門学校
- 福岡介護福祉専門学校
- 福岡ホテル・ウェディング&製菓調理専門学校
- 福岡国土建設専門学校
- 福岡こども専門学校
- 福岡情報ITクリエイター専門学校
- 福岡スクールオブミュージック&ダンス専門学校
- 福岡デザイン&テクノロジー専門学校
- 福岡ビューティーアート専門学校
- 福岡ベルエポック美容専門学校
- 福岡リゾート&スポーツ専門学校
- 福岡リハビリテーション専門学校

#### 中央区
- LPお茶の水医療福祉専門学校
- F・Cフチガミ医療福祉専門学校
- 大村美容ファッション専門学校
- 大村グローバルビジネス専門学校
- 九州英数学舘
- KCS福岡情報専門学校
- 高等専修学校C＆S学院
- 香蘭ファッションデザイン専門学校
- 駿台予備学校福岡校
- 専修学校河合塾福岡校
- 専門学校ESPエンタテインメント福岡
- 専門学校コンピュータ教育学院
- 専門学校東京国際ビジネスカレッジ福岡校
- 専門学校西鉄国際ビジネスカレッジ
- 専門学校福岡医療経営学院
- 専門学校福岡カレッジ・オブ・ビジネス
- 専門学校ライセンスカレッジ
- 中村国際ホテル専門学校
- 中村調理製菓専門学校
- 福岡歯科衛生専門学校
- 福岡調理師専門学校
- 福岡デザイン専門学校
- 福岡天神医療リハビリ専門学校
- 福岡美容専門学校福岡校
- 福岡有朋高等専修学校
- 福岡理容美容専門学校

#### 南区
- 国際エステティック専門学校
- 専門学校国際貢献専門大学校
- 専門学校コンピュータ教育学院メディアコミュニケーション
- 西日本アカデミー専門学校
- 福岡県私設病院協会看護学校

#### 早良区
- 福岡医療専門学校
- 福岡市医師会看護専門学校

### 大牟田市
- 大牟田医師会看護専門学校
- 専修学校紫苑学院

### 久留米市
- 久留米医師会看護専門学校
- 久留米歯科衛生専門学校
- 久留米大学医学部附属臨床検査専門学校
- 古賀国際看護学院
- 専修学校久留米ゼミナール
- 専門学校久留米ドレスメーカー女学院
- 福岡南美容専門学校

### 直方市
- 直方看護専修学校

### 飯塚市
- 飯塚医師会看護高等専修学校
- 飯塚文化専門学校
- 飯塚理容美容専門学校
- 九州歯科技工専門学校
- 専門学校麻生看護大学校

### 田川市
- 田川看護高等専修学校

### 柳川市
- 専門学校柳川リハビリテーション学院
- ハリウッドワールド美容専門学校
- 柳川山門医師会看護高等専修学校

### 八女市
- 樋口文化専門学校
- 八女筑後看護専門学校

### 大川市
- 大川看護福祉専門学校

### 行橋市
- 京都医師会看護高等専修学校

### 豊前市
- 豊前築上医師会看護高等専修学校

### 小郡市
- 高尾看護専門学校
- 平岡栄養士専門学校
- 平岡介護福祉専門学校
- 平岡調理・製菓専門学校

### 大野城市
- 西鉄自動車整備専門学校

### 太宰府市
- 筑紫看護高等専修学校

### 福津市
- 福間看護高等専修学校
- 宗像看護専門学校

### 朝倉市
- あさくら看護学校

### 遠賀郡
- 遠賀中間医師会立遠賀中央看護助産学校
- 福岡水巻看護専門学校

### 八女郡
- 専門学校久留米自動車工科大学校
- 専門学校久留米リハビリテーション学院

### 京都郡
- おばせ看護学院
- 北九州保育福祉専門学校
- 北九州リハビリテーション学院